# Z Feng Bao
Z Feng Bao – hongkoński kryminalny film akcji w reżyserii Davida Lam, którego premiera odbyła się 19 czerwca 2014 roku.
Film zarobił 17 234 954 dolary amerykańskie.

## Obsada
Źródło: Filmweb

- Louis Koo – William Luk
- Gordon Lam – Supt Wong
- Michael Wong – Malcolm Wu
- Liu Kai-chi – Qiang Zhang, prywatny detektyw
- Henry Fong – komendant policji
- Dada Chan – Anying Liang
- Lo Hoi-pang – Luode Yong
- Felix Lok – Huaijing Xu
- Patrick Keung – Ho
- Cheung Siu-fai – Hongsheng Yu
- Derek Tsang – Yaozu Ma
- Stephen Au – Anda
- Janelle Sing – Meili Tan
- Tony Ho
- Chung-chi Cheung
- Alfred Cheung
- Joe Cheung
- Sammel Wong Hing Kwok – Tim